# Superbike-Weltmeisterschaft 2017
Die Superbike-WM-Saison 2017 war die 30. in der Geschichte der FIM-Superbike-Weltmeisterschaft. Bei 13 Veranstaltungen wurden 26 Rennen ausgetragen.

## Punkteverteilung
Weltmeister wird derjenige Fahrer beziehungsweise der Hersteller, der bis zum Saisonende die meisten Punkte in der Weltmeisterschaft angesammelt hat. Bei der Punkteverteilung werden die Platzierungen im Gesamtergebnis des jeweiligen Rennens berücksichtigt. Die fünfzehn erstplatzierten Fahrer jedes Rennens erhalten Punkte nach folgendem Schema:
| Punkteverteilung | Punkteverteilung | Punkteverteilung | Punkteverteilung | Punkteverteilung | Punkteverteilung | Punkteverteilung | Punkteverteilung | Punkteverteilung | Punkteverteilung | Punkteverteilung | Punkteverteilung | Punkteverteilung | Punkteverteilung | Punkteverteilung | Punkteverteilung |
| ---------------- | ---------------- | ---------------- | ---------------- | ---------------- | ---------------- | ---------------- | ---------------- | ---------------- | ---------------- | ---------------- | ---------------- | ---------------- | ---------------- | ---------------- | ---------------- |
| Platz            | 1                | 2                | 3                | 4                | 5                | 6                | 7                | 8                | 9                | 10               | 11               | 12               | 13               | 14               | 15               |
| Punkte           | 25               | 20               | 16               | 13               | 11               | 10               | 9                | 8                | 7                | 6                | 5                | 4                | 3                | 2                | 1                |

In die Wertung kamen alle erzielten Resultate.

## Wissenswertes

### Allgemein
- Zur Saison 2017 kehrten die Rennen in Portugal (Portimão) zurück.
- Regeländerungen[1]
  - Die Startaufstellung für das zweite Rennen wurde bis Position 10 von der Superpole bestimmt. Die ersten neun Plätze wurden durch das Ergebnis aus dem ersten Rennen bestimmt. In der dritten Startreihe standen die drei erstplatzierten Fahrer. Die Plätze 1 und 3 wurden getauscht. In der zweiten Startreihe standen die Fahrer auf den Plätzen 7, 8 und 9. Die erste Reihe wurde aus den Fahrern der Plätze 4, 5 und 6 gebildet.
  - Ride-by-wire war nur zulässig, wenn auch das straßenzugelassene Modell darüber verfügt.[2] Siehe auch: Motorsport-Homologation
- Nach der Veranstaltung in Aragonien wurden folgende Änderungen beschlossen:[3]
  - Fahrer die nach den Freien Trainings außerhalb der 107 Prozent lagen, durften nun dennoch am Warmup teilnehmen. Erreichten sie dort eine Zeit innerhalb der 107 Prozent, waren sie für das Rennen qualifiziert und konnten aus der letzten Reihe starten.
  - Neben Motorroller wurden nun auch Elektrofahrräder für die Streckenbegehung untersagt.
  - Analog zur Motorrad-Weltmeisterschaft wurden auch für die Superbike-WM die Strafpunkte abgeschafft.

### Fahrer
- Leandro Mercado verletzte sich bei Trainingsfahrten und erlitt einen Pneumothorax. Aufgrund dessen untersagten ihm die Ärzte mit einem Flugzeug zu fliegen. Bei der ersten Veranstaltung der Saison in Australien kann er aus diesem Grund nicht teilnehmen.[4]
- Die Ärzte entschieden, das der Italiener Lorenzo Savadori nach einem Sturz im zweiten Lauf auf dem Chang International Circuit nicht beim Europaauftakt im Motorland Aragón teilnehmen darf. Er wurde von dem Spanier Julián Simón vertreten, der damit sein Debüt in der Superbike-WM gab. Dieser hatte erst ein Wochenende zuvor den Großen Preis von Katar in der Moto2 bestritten.[5]
- In der Superpole 1, zur Veranstaltung in Aragonien, kam der Tscheche Ondřej Ježek zu Sturz. Dabei zog er sich eine Gehirnerschütterung zu. Für die beiden Rennen bekam er deshalb keine Freigabe von den Ärzten.[6]
- Eine Woche nach der Veranstaltung in Aragonien gab das Althea BMW Racing Team bekannt, dass man sich einvernehmlich von dem Deutschen Markus Reiterberger getrennt hat. Als Grund wurde der Sturz von Reiterberger im zweiten Lauf in Misano aus dem Vorjahr angegeben. Ab der vierten Veranstaltung in Assen ersetzte ihn der Italiener Raffaele De Rosa als Stammfahrer.[7] Bei der Veranstaltung in Deutschland auf dem Lausitzring trat Reiterberger mit einer Wildcard an.[8]
- Nicky Hayden wurde drei Tage nach der Veranstaltung in Imola in einen Verkehrsunfall verwickelt. Ein PKW erfasste ihn, während er mit seinem Rennrad unterwegs war. Sein Team gab bekannt, dass sein Platz zunächst nicht durch einen Ersatzfahrer besetzt werden wird. Er erlag am 22. Mai 2017 seinen Verletzungen.[9] Bei der Veranstaltung auf dem Laguna Seca Raceway ersetzte ihn sein Landsmann Jacob Gagne.[10]
- Mit dem Sieg beim zweiten Lauf der letzten Veranstaltung dieser Saison in Katar, errang Jonathan Rea mit 556 Punkten einen neuen Gesamtpunkterekord. Zuvor hatte diesen, seit 2002 der US-Amerikaner Colin Edwards mit 552 Punkten.

### Teams
- Der Sieg von Jonathan Rea im zweiten Lauf im Donington Park war zugleich der 100. Sieg für Kawasaki in der Superbike-Weltmeisterschaft.

## Rennkalender
| Nr. | Lauf | Datum              | Rennen         | Strecke                               | Streckenlayout |
| --- | ---- | ------------------ | -------------- | ------------------------------------- | -------------- |
| 1   | 1    | 25. Februar 2017   | Australien     | Phillip Island Circuit                |                |
| 1   | 2    | 26. Februar 2017   | Australien     | Phillip Island Circuit                |                |
| 2   | 1    | 11. März 2017      | Thailand       | Chang International Circuit           |                |
| 2   | 2    | 12. März 2017      | Thailand       | Chang International Circuit           |                |
| 3   | 1    | 1. April 2017      | Spanien        | Motorland Aragón                      |                |
| 3   | 2    | 2. April 2017      | Spanien        | Motorland Aragón                      |                |
| 4   | 1    | 29. April 2017     | Niederlande    | TT Circuit Assen                      |                |
| 4   | 2    | 30. April 2017     | Niederlande    | TT Circuit Assen                      |                |
| 5   | 1    | 13. Mai 2017       | Italien        | Autodromo Enzo e Dino Ferrari         |                |
| 5   | 2    | 14. Mai 2017       | Italien        | Autodromo Enzo e Dino Ferrari         |                |
| 6   | 1    | 27. Mai 2017       | Großbritannien | Donington Park                        |                |
| 6   | 2    | 28. Mai 2017       | Großbritannien | Donington Park                        |                |
| 7   | 1    | 17. Juni 2017      | Italien        | Misano World Circuit Marco Simoncelli |                |
| 7   | 2    | 18. Juni 2017      | Italien        | Misano World Circuit Marco Simoncelli |                |
| 8   | 1    | 8. Juli 2017       | USA            | Laguna Seca Raceway                   |                |
| 8   | 2    | 9. Juli 2017       | USA            | Laguna Seca Raceway                   |                |
| 9   | 1    | 19. August 2017    | Deutschland    | Lausitzring                           |                |
| 9   | 2    | 20. August 2017    | Deutschland    | Lausitzring                           |                |
| 10  | 1    | 16. September 2017 | Portugal       | Autódromo Internacional do Algarve    |                |
| 10  | 2    | 17. September 2017 | Portugal       | Autódromo Internacional do Algarve    |                |
| 11  | 1    | 30. September 2017 | Frankreich     | Circuit de Nevers Magny-Cours         |                |
| 11  | 2    | 1. Oktober 2017    | Frankreich     | Circuit de Nevers Magny-Cours         |                |
| 12  | 1    | 21. Oktober 2017   | Spanien        | Circuito de Jerez                     |                |
| 12  | 2    | 22. Oktober 2017   | Spanien        | Circuito de Jerez                     |                |
| 13  | 1    | 3. November 2017   | Katar          | Losail International Circuit          |                |
| 13  | 2    | 4. November 2017   | Katar          | Losail International Circuit          |                |

## Teams und Fahrer
Die Auflistung der Teams und Fahrer entspricht der offiziellen Starterliste. Ersatz- und Wildcard-Fahrer sind in dieser Übersicht gesondert gekennzeichnet.
| Nr. | Fahrer               | Nation         | Team                                     | Motorrad                |
| --- | -------------------- | -------------- | ---------------------------------------- | ----------------------- |
| 1   | Jonathan Rea         | Großbritannien | Kawasaki Racing Team WorldSBK            | Kawasaki Ninja ZX-10 RR |
| 2   | Leon Camier          | Großbritannien | MV Agusta Reparto Corse                  | MV Agusta F4 1000       |
| 3   | Julián Simón         | Spanien        | Milwaukee Aprilia                        | Aprilia RSV4 RF         |
| 5   | Sylvain Guintoli     | Frankreich     | Kawasaki Puccetti Racing                 | Kawasaki Ninja ZX-10 R  |
| 6   | Stefan Bradl         | Deutschland    | Red Bull Honda World Superbike Team      | Honda CBR 1000RR SP     |
| 7   | Chaz Davies          | Großbritannien | Aruba.it Racing - Ducati                 | Ducati Panigale R       |
| 11  | Jérémy Guarnoni      | Frankreich     | Pedercini Racing SC-Project              | Kawasaki Ninja ZX-10 R  |
| 12  | Javier Forés         | Spanien        | BARNI Racing Team                        | Ducati Panigale R       |
| 13  | Anthony West         | Australien     | Kawasaki Puccetti Racing                 | Kawasaki Ninja ZX-10 R  |
| 15  | Alex De Angelis      | San Marino     | Pedercini Racing SC-Project              | Kawasaki Ninja ZX-10 R  |
| 19  | Paweł Szkopek        | Polen          | Pazera Racing                            | Yamaha YZF-R1M          |
| 21  | Markus Reiterberger  | Deutschland    | Althea BMW Racing Team                   | BMW S 1000 RR           |
| 21  | Markus Reiterberger  | Deutschland    | Van Zon-Remeha-BMW                       | BMW S 1000 RR           |
| 22  | Alex Lowes           | Großbritannien | Pata Yamaha Official Team SBK with Rizla | Yamaha YZF-R 1M         |
| 25  | Joshua Brookes       | Australien     | ERMotorsport-EliteRoads.com.au           | Yamaha YZF-R 1M         |
| 27  | Jake Dixon           | Großbritannien | Royal Air Force Reg. & Res. Kawasaki     | Kawasaki Ninja ZX-10 R  |
| 32  | Lorenzo Savadori     | Italien        | Milwaukee Aprilia                        | Aprilia RSV4 RF         |
| 33  | Marco Melandri       | Italien        | Aruba.it Racing - Ducati                 | Ducati Panigale R       |
| 34  | Davide Giugliano     | Italien        | Red Bull Honda World Superbike Team      | Honda CBR 1000RR SP     |
| 35  | Raffaele De Rosa     | Italien        | Althea BMW Racing Team                   | BMW S 1000 RR           |
| 36  | Leandro Mercado      | Argentinien    | IODARacing Project                       | Aprilia RSV4 RF         |
| 37  | Ondřej Ježek         | Tschechien     | Grillini Racing Team                     | Kawasaki Ninja ZX-10 R  |
| 40  | Román Ramos          | Spanien        | Team GO ELEVEN                           | Kawasaki Ninja ZX-10 R  |
| 44  | Roberto Rolfo        | Italien        | Grillini Racing Team                     | Kawasaki Ninja ZX-10 R  |
| 45  | Jacob Gagne          | USA            | Red Bull Honda World Superbike Team      | Honda CBR 1000RR SP     |
| 50  | Eugene Laverty       | Irland         | Milwaukee Aprilia                        | Aprilia RSV4 RF         |
| 55  | Massimo Roccoli      | Italien        | Guandalini Racing                        | Yamaha YZF-R1M          |
| 60  | Michael van der Mark | Niederlande    | Pata Yamaha Official Team SBK with Rizla | Yamaha YZF-R 1M         |
| 66  | Tom Sykes            | Großbritannien | Kawasaki Racing Team WorldSBK            | Kawasaki Ninja ZX-10 RR |
| 69  | Nicky Hayden (†)     | USA            | Red Bull Honda World Superbike Team      | Honda CBR 1000RR SP     |
| 72  | Takumi Takahashi     | Japan          | Red Bull Honda World Superbike Team      | Honda CBR 1000RR SP     |
| 81  | Jordi Torres         | Spanien        | Althea BMW Racing Team                   | BMW S 1000 RR           |
| 84  | Riccardo Russo       | Italien        | Guandalini Racing                        | Yamaha YZF-R 1M         |
| 84  | Riccardo Russo       | Italien        | Pedercini Racing SC-Project              | Kawasaki Ninja ZX-10 R  |
| 86  | Ayrton Badovini      | Italien        | Grillini Racing Team                     | Kawasaki Ninja ZX-10 R  |
| 88  | Randy Krummenacher   | Schweiz        | Kawasaki Puccetti Racing                 | Kawasaki Ninja ZX-10 R  |
| 91  | Leon Haslam          | Großbritannien | Kawasaki Puccetti Racing                 | Kawasaki Ninja ZX-10 R  |
| 96  | Jakub Smrž           | Tschechien     | Guandalini Racing                        | Yamaha YZF-R 1M         |
| 99  | Dominic Schmitter    | Schweiz        | eighty one HPC-Power Suzuki Racing       | Suzuki GSX-R 1000       |
| 121 | Alessandro Andreozzi | Italien        | Guandalini Racing                        | Yamaha YZF-R1M          |

| Legende         |
| --------------- |
| Stammfahrer     |
| Wildcard-Fahrer |
| Ersatzfahrer    |

Anmerkungen
1. ↑  Ersatz für Savadori in Aragonien
2. ↑  Ersatz für Krummenacher ab Jerez
3. ↑  Stammfahrer in Katar (Ersatz für Russo)
4. ↑  Ersatz für Krummenacher in Portugal und Frankreich
5. ↑  Stammfahrer bis Misano
6. ↑  Wildcard in Deutschland
7. ↑  Stammfahrer bis Aragonien
8. ↑  Wildcard in Deutschland
9. ↑  Wildcard in Australien
10. 1 2  Wildcard in Donington
11. ↑  Stammfahrer in Deutschland (Ersatz für Hayden) und ab Frankreich (Ersatz für Bradl)
12. ↑  Stammfahrer ab Assen
13. ↑  Ersatz für Badovini in Katar
14. ↑  Ersatz für Hayden in den USA, Frankreich und Katar
15. ↑  Stammfahrer in Deutschland (Ersatz für Smrž)
16. ↑  Stammfahrer in Portugal und Jerez (Ersatz für Hayden)
17. ↑  Stammfahrer bis Misano
18. ↑  Stammfahrer von Deutschland bis Jerez
19. ↑  Stammfahrer in Laguna Seca (Ersatz für Russo)
20. ↑  Wildcard in Jerez
21. ↑  Stammfahrer ab Portugal (Ersatz für Roccoli)

## Rennergebnisse
| #  | Datum         | Rennen         | Strecke                               | Pole-Position 1 | Lauf | Platz 1        | Platz 2              | Platz 3              | Schn. Rennrunde      | Gesamtführung | Gesamtführung |
| #  | Datum         | Rennen         | Strecke                               | Pole-Position 1 | Lauf | Platz 1        | Platz 2              | Platz 3              | Schn. Rennrunde      | Fahrer        | Konstrukteur  |
| -- | ------------- | -------------- | ------------------------------------- | --------------- | ---- | -------------- | -------------------- | -------------------- | -------------------- | ------------- | ------------- |
| 1  | 25. Februar   | Australien     | Phillip Island Circuit                | Jonathan Rea    | 1    | Jonathan Rea   | Chaz Davies          | Tom Sykes            | Jonathan Rea         | Jonathan Rea  | Kawasaki      |
| 1  | 26. Februar   | Australien     | Phillip Island Circuit                |                 | 2    | Jonathan Rea   | Chaz Davies          | Marco Melandri       | Marco Melandri       | Jonathan Rea  | Kawasaki      |
| 2  | 11. März      | Thailand       | Chang International Circuit           | Jonathan Rea    | 1    | Jonathan Rea   | Chaz Davies          | Tom Sykes            | Jonathan Rea         | Jonathan Rea  | Kawasaki      |
| 2  | 12. März      | Thailand       | Chang International Circuit           |                 | 2    | Jonathan Rea   | Tom Sykes            | Marco Melandri       | Marco Melandri       | Jonathan Rea  | Kawasaki      |
| 3  | 1. April      | Spanien        | Motorland Aragón                      | Chaz Davies     | 1    | Jonathan Rea   | Marco Melandri       | Tom Sykes            | Jonathan Rea         | Jonathan Rea  | Kawasaki      |
| 3  | 2. April      | Spanien        | Motorland Aragón                      |                 | 2    | Chaz Davies    | Jonathan Rea         | Marco Melandri       | Chaz Davies          | Jonathan Rea  | Kawasaki      |
| 4  | 29. April     | Niederlande    | TT Circuit Assen                      | Jonathan Rea    | 1    | Jonathan Rea   | Tom Sykes            | Marco Melandri       | Jonathan Rea         | Jonathan Rea  | Kawasaki      |
| 4  | 30. April     | Niederlande    | TT Circuit Assen                      |                 | 2    | Jonathan Rea   | Tom Sykes            | Chaz Davies          | Jonathan Rea         | Jonathan Rea  | Kawasaki      |
| 5  | 13. Mai       | Italien        | Autodromo Enzo e Dino Ferrari         | Chaz Davies     | 1    | Chaz Davies    | Jonathan Rea         | Marco Melandri       | Chaz Davies          | Jonathan Rea  | Kawasaki      |
| 5  | 14. Mai       | Italien        | Autodromo Enzo e Dino Ferrari         |                 | 2    | Chaz Davies    | Jonathan Rea         | Tom Sykes            | Chaz Davies          | Jonathan Rea  | Kawasaki      |
| 6  | 27. Mai       | Großbritannien | Donington Park                        | Tom Sykes       | 1    | Tom Sykes      | Leon Haslam          | Alex Lowes           | Jonathan Rea         | Jonathan Rea  | Kawasaki      |
| 6  | 28. Mai       | Großbritannien | Donington Park                        |                 | 2    | Jonathan Rea   | Tom Sykes            | Chaz Davies          | Tom Sykes            | Jonathan Rea  | Kawasaki      |
| 7  | 17. Juni      | Italien        | Misano World Circuit Marco Simoncelli | Tom Sykes       | 1    | Tom Sykes      | Alex Lowes           | Jonathan Rea         | Michael van der Mark | Jonathan Rea  | Kawasaki      |
| 7  | 18. Juni      | Italien        | Misano World Circuit Marco Simoncelli |                 | 2    | Marco Melandri | Jonathan Rea         | Tom Sykes            | Jonathan Rea         | Jonathan Rea  | Kawasaki      |
| 8  | 8. Juli       | USA            | Laguna Seca Raceway                   | Tom Sykes       | 1    | Chaz Davies    | Jonathan Rea         | Tom Sykes            | Jonathan Rea         | Jonathan Rea  | Kawasaki      |
| 8  | 9. Juli       | USA            | Laguna Seca Raceway                   |                 | 2    | Jonathan Rea   | Tom Sykes            | Chaz Davies          | Jonathan Rea         | Jonathan Rea  | Kawasaki      |
| 9  | 19. August    | Deutschland    | Lausitzring                           | Tom Sykes       | 1    | Chaz Davies    | Jonathan Rea         | Tom Sykes            | Tom Sykes            | Jonathan Rea  | Kawasaki      |
| 9  | 20. August    | Deutschland    | Lausitzring                           |                 | 2    | Chaz Davies    | Jonathan Rea         | Marco Melandri       | Chaz Davies          | Jonathan Rea  | Kawasaki      |
| 10 | 16. September | Portugal       | Autódromo Internacional do Algarve    | Jonathan Rea    | 1    | Jonathan Rea   | Chaz Davies          | Marco Melandri       | Jonathan Rea         | Jonathan Rea  | Kawasaki      |
| 10 | 17. September | Portugal       | Autódromo Internacional do Algarve    |                 | 2    | Jonathan Rea   | Michael van der Mark | Marco Melandri       | Jonathan Rea         | Jonathan Rea  | Kawasaki      |
| 11 | 30. September | Frankreich     | Circuit de Nevers Magny-Cours         | Jonathan Rea    | 1    | Jonathan Rea   | Marco Melandri       | Tom Sykes            | Marco Melandri       | Jonathan Rea  | Kawasaki      |
| 11 | 1. Oktober    | Frankreich     | Circuit de Nevers Magny-Cours         |                 | 2    | Chaz Davies    | Alex Lowes           | Michael van der Mark | Chaz Davies          | Jonathan Rea  | Kawasaki      |
| 12 | 21. Oktober   | Spanien        | Circuito de Jerez                     | Marco Melandri  | 1    | Jonathan Rea   | Chaz Davies          | Tom Sykes            | Marco Melandri       | Jonathan Rea  | Kawasaki      |
| 12 | 22. Oktober   | Spanien        | Circuito de Jerez                     |                 | 2    | Jonathan Rea   | Marco Melandri       | Chaz Davies          | Jonathan Rea         | Jonathan Rea  | Kawasaki      |
| 13 | 3. November   | Katar          | Losail International Circuit          | Jonathan Rea    | 1    | Jonathan Rea   | Chaz Davies          | Marco Melandri       | Jonathan Rea         | Jonathan Rea  | Kawasaki      |
| 13 | 4. November   | Katar          | Losail International Circuit          |                 | 2    | Jonathan Rea   | Chaz Davies          | Alex Lowes           | Jonathan Rea         | Jonathan Rea  | Kawasaki      |

1 Berechtigt seit dieser Saison nur zum Starten von dem ersten Platz beim ersten Lauf.

## Wertungen

### Fahrer
| Pos. | Fahrer          | Maschine  | AUS | AUS | THA | THA | ESP | ESP | NLD | NLD | ITA | ITA   | GBR | GBR | ITA | ITA | USA | USA | DEU | DEU | POR | POR | FRA | FRA | ESP   | ESP | QAT | QAT | Gesamt- punkte |
| Pos. | Fahrer          | Maschine  | R1  | R2  | R1  | R2  | R1  | R2  | R1  | R2  | R1  | R2    | R1  | R2  | R1  | R2  | R1  | R2  | R1  | R2  | R1  | R2  | R1  | R2  | R1    | R2  | R1  | R2  | Gesamt- punkte |
| ---- | --------------- | --------- | --- | --- | --- | --- | --- | --- | --- | --- | --- | ----- | --- | --- | --- | --- | --- | --- | --- | --- | --- | --- | --- | --- | ----- | --- | --- | --- | -------------- |
| 1    | J. Rea          | Kawasaki  | 1   | 1   | 1   | 1   | 1   | 2   | 1   | 1   | 2   | 2     | DNF | 1   | 3   | 2   | 2   | 1   | 2   | 2   | 1   | 1   | 1   | DNF | 1     | 1   | 1   | 1   | 556            |
| 2    | C. Davies       | Ducati    | 2   | 2   | 2   | 6   | DNF | 1   | DNF | 3   | 1   | 1     | 8   | 3   | DNF | INJ | 1   | 3   | 1   | 1   | 2   | DNF | 10  | 1   | 2     | 3   | 2   | 2   | 403            |
| 3    | T. Sykes        | Kawasaki  | 3   | 6   | 3   | 2   | 3   | 4   | 2   | 2   | 4   | 3     | 1   | 2   | 1   | 3   | 3   | 2   | 3   | 4   | INJ | INJ | 3   | 7   | 3     | 5   | 6   | DNF | 373            |
| 4    | M. Melandri     | Ducati    | DNF | 3   | 4   | 3   | 2   | 3   | 3   | DNF | 3   | 5     | 4   | DNF | 15  | 1   | 4   | 4   | 4   | 3   | 3   | 3   | 2   | 5   | DNF   | 2   | 3   | 6   | 327            |
| 5    | A. Lowes        | Yamaha    | 4   | 4   | 6   | 4   | 4   | 13  | DNF | 5   | 8   | 6     | 3   | 5   | 2   | DNF | DNF | 9   | 6   | 5   | 18  | DNF | 5   | 2   | 4     | 4   | DNF | 3   | 242            |
| 6    | M. v. d. Mark   | Yamaha    | 9   | 7   | 5   | DNF | 5   | 5   | DNF | 4   | 7   | 9     | 5   | 4   | DNF | 4   | 8   | 10  | 15  | 11  | 5   | 2   | 9   | 3   | 5     | 6   | DNF | 4   | 223            |
| 7    | J. Forés        | Ducati    | 6   | 5   | 11  | 8   | DNF | 6   | 4   | 13  | 5   | 4     | 10  | 7   | 5   | DNF | 5   | 5   | 8   | 10  | 9   | 13  | DNF | 4   | 9     | 7   | DNF | 5   | 196            |
| 8    | L. Camier       | MV Agusta | 5   | 8   | 8   | DNF | 11  | 10  | 10  | 6   | 6   | DNF   | 6   | 6   | 11  | DNF | 6   | DNF | 5   | 6   | 4   | DNF | 4   | DNF | 12    | 12  | 9   | 9   | 168            |
| 9    | J. Torres       | BMW       | 7   | DNF | 7   | 5   | 6   | 7   | DNF | 7   | INJ | 8     | 9   | DNF | 4   | DNF | 7   | DNF | 9   | 8   | 6   | 5   | 14  | 8   | 13    | 10  | 7   | DNF | 158            |
| 10   | E. Laverty      | Aprilia   | 8   | 10  | DNF | 15  | 8   | 9   | 8   | 8   | DNF | 7     | 13  | DNF | 6   | 5   | DNF | 6   | 10  | DNF | 7   | 4   | 6   | 17  | 8     | DNF | 4   | 7   | 157            |
| 11   | L. Savadori     | Aprilia   | DNF | 9   | 13  | DNF | INJ | INJ | 5   | DNF | 12  | 13    | 12  | DNF | 9   | 6   | 10  | 8   | 7   | 7   | 8   | 6   | 11  | DNF | 7     | 18  | 5   | DNF | 124            |
| 12   | R. Ramos        | Kawasaki  | 13  | 14  | 15  | 9   | DNF | 11  | 7   | 11  | 9   | 11    | 11  | 8   | 8   | DNF | 12  | 12  | 14  | 14  | 10  | 15  | 12  | 9   | 10    | 11  | 10  | 10  | 118            |
| 13   | L. Mercado      | Aprilia   | INJ | INJ | INJ | INJ | 7   | 8   | 9   | 12  | DNF | 10    | 7   | DNF | DNF | 9   | 9   | 7   | 11  | 12  | DNF | 7   | 7   | 6   | 11    | 9   | WD  | WD  | 115            |
| 14   | S. Bradl        | Honda     | 15  | 15  | 10  | DNF | 9   | 12  | 6   | 10  | 10  | 14    | DNF | 11  | NC  | 10  | 11  | 11  | INJ | 13  | DNF | INJ | INJ | INJ | INJ   | INJ | INJ | INJ | 67             |
| 15   | R. De Rosa      | BMW       |     |     |     |     |     |     | 13  | 17  | 14  | 16    | 15  | 10  | 10  | 7   | 13  | DNF | DNF | 15  | 11  | DNF | 13  | 10  | DNS 1 | 13  | DNF | 11  | 53             |
| 16   | R. Krummenacher | Kawasaki  | 10  | 16  | 12  | DNF | 14  | 14  | 11  | 14  | 13  | 15    | 14  | DNF | 7   | 8   | 17  | 14  | 12  | DNF | INJ | INJ | INJ | INJ | INJ   | INJ | INJ | INJ | 50             |
| 17   | N. Hayden (†)   | Honda     | 11  | DNF | 9   | 7   | 10  | DNF | 14  | 9   | DNF | 12    |     |     |     |     |     |     |     |     |     |     |     |     |       |     |     |     | 40             |
| 18   | S. Guintoli     | Kawasaki  |     |     |     |     |     |     |     |     |     |       |     |     |     |     |     |     |     |     |     |     |     |     | 6     | 8   | 8   | 8   | 34             |
| 19   | A. De Angelis   | Aprilia   | 14  | 11  | 16  | 11  | 15  | DNF | 12  | 15  | 11  | DNF   | 17  | DNF | 12  | DNF | 14  | 13  |     |     |     |     |     |     |       |     |     |     | 32             |
| 20   | M. Reiterberger | BMW       | 12  | 13  | 14  | 10  | 12  | 16  |     |     |     |       |     |     |     |     |     |     | 13  | 9   |     |     |     |     |       |     |     |     | 29             |
| 21   | A. Badovini     | Kawasaki  | 17  | DNF | DNF | 14  | DNF | 17  | 15  | 16  | 15  | DNS 1 | 16  | 14  | 13  | 11  | 16  | DNF | 16  | 18  | 12  | 9   | INJ | 15  | DNS 1 | INJ | INJ | INJ | 26             |
| 22   | O. Ježek        | Kawasaki  | 18  | 17  | 18  | 13  | INJ | INJ | 16  | 18  | 16  | 17    | 18  | 13  | 14  | 12  | 19  | 17  | DNF | 16  | 16  | 11  | 16  | 18  | 15    | DNF | 14  | 14  | 22             |
| 23   | L. Haslam       | Kawasaki  |     |     |     |     |     |     |     |     |     |       | 2   | DNF |     |     |     |     |     |     |     |     |     |     |       |     |     |     | 20             |
| 24   | J. Gagne        | Honda     |     |     |     |     |     |     |     |     |     |       |     |     |     |     | 15  | 15  |     |     |     |     | DNF | 12  |       |     | 12  | 12  | 14             |
| 25   | A. Andreozzi    | Yamaha    |     |     |     |     |     |     |     |     |     |       |     |     |     |     |     |     |     |     | 17  | 12  | 17  | 13  | 14    | 14  | DNF | 13  | 14             |
| 26   | D. Giugliano    | Honda     |     |     |     |     |     |     |     |     |     |       |     |     |     |     |     |     | DNF | 17  |     |     | 8   | 11  | DNF   | 17  | DNF | DNS | 13             |
| 27   | A. West         | Kawasaki  |     |     |     |     |     |     |     |     |     |       |     |     |     |     |     |     |     |     | 13  | 8   | 18  | 14  |       |     |     |     | 13             |
| 28   | R. Russo        | Yamaha    | 16  | DNF | 17  | 12  | 16  | DNF | DNF | DNF | DNF | DNF   | DNF | 12  | DNF | DNS |     |     |     |     |     |     |     |     |       |     |     |     | 13             |
| 28   | R. Russo        | Kawasaki  |     |     |     |     |     |     |     |     |     |       |     |     |     |     |     |     | DNF | DNF | 14  | 14  | 15  | 16  | 17    | 16  |     |     | 13             |
| 29   | T. Takahashi    | Honda     |     |     |     |     |     |     |     |     |     |       |     |     |     |     |     |     |     |     | 15  | 10  |     |     | 16    | 15  |     |     | 8              |
| 30   | J. Dixon        | Kawasaki  |     |     |     |     |     |     |     |     |     |       | DNF | 9   |     |     |     |     |     |     |     |     |     |     |       |     |     |     | 7              |
| 31   | J. Guarnoni     | Kawasaki  |     |     |     |     |     |     |     |     |     |       |     |     |     |     |     |     |     |     |     |     |     |     |       |     | 11  | 16  | 5              |
| 32   | J. Brookes      | Yamaha    | DNF | 12  |     |     |     |     |     |     |     |       |     |     |     |     |     |     |     |     |     |     |     |     |       |     |     |     | 4              |
| 33   | J. Simón        | Aprilia   |     |     |     |     | 13  | 15  |     |     |     |       |     |     |     |     |     |     |     |     |     |     |     |     |       |     |     |     | 4              |
| 34   | R. Rolfo        | Kawasaki  |     |     |     |     |     |     |     |     |     |       |     |     |     |     |     |     |     |     |     |     |     |     |       |     | 13  | 15  | 4              |
| 35   | J. Smrž         | Yamaha    |     |     |     |     |     |     |     |     |     |       |     |     |     |     | 18  | 16  |     |     |     |     |     |     |       |     |     |     | 0              |
| 36   | M. Roccoli      | Yamaha    |     |     |     |     |     |     |     |     |     |       |     |     |     |     |     |     | DNF | 19  |     |     |     |     |       |     |     |     | 0              |
|      | F. Menghi       | Ducati    |     |     |     |     |     |     |     |     |     |       |     |     | DNF | DNF |     |     |     |     |     |     |     |     |       |     |     |     | 0              |
|      | P. Szkopek      | Yamaha    |     |     |     |     |     |     |     |     |     |       |     |     |     |     |     |     | DNF | DNF |     |     |     |     |       |     |     |     | 0              |
|      | D. Schmitter    | Suzuki    |     |     |     |     |     |     |     |     |     |       |     |     |     |     |     |     |     |     |     |     |     |     | DNF   |     |     |     | 0              |
|      | M. Lussiana     | BMW       |     |     |     |     |     |     |     |     |     |       |     |     |     |     |     |     |     |     |     |     | INJ | INJ |       |     |     |     | 0              |

| Farbe         | Bedeutung                               |
| ------------- | --------------------------------------- |
| Gold          | Sieger                                  |
| Silber        | 2. Platz                                |
| Bronze        | 3. Platz                                |
| Grün          | Platzierung in den Punkten              |
| Blau          | Klassifiziert außerhalb der Punkteränge |
| Violett       | Rennen nicht beendet (DNF)              |
| Violett       | nicht klassifiziert (NC)                |
| Rot           | nicht qualifiziert (DNQ)                |
| Schwarz       | disqualifiziert (DSQ)                   |
| Weiß          | nicht am Start (DNS)                    |
| Weiß          | zurückgezogen (WD)                      |
| Weiß          | Rennen abgesagt (C)                     |
| ohne Farbe    | nicht am Training teilgenommen (DNP)    |
| ohne Farbe    | verletzt oder krank (INJ)               |
| ohne Farbe    | ausgeschlossen (EX)                     |
| ohne Farbe    | nicht erschienen (DNA)                  |
| fett          | Pole-Position                           |
| kursiv        | Schnellste Rennrunde                    |
| unterstrichen | WM-Führung                              |
| hochgestellt  | Platzierung im Sprintrennen             |

1 Keine Teilnahme am neugestarteten zweiten Rennen

### Konstrukteure
| Pos. | Konstrukteur | AUS | AUS | THA | THA | ESP | ESP | NLD | NLD | ITA | ITA | GBR | GBR | ITA | ITA | USA | USA | DEU | DEU | POR | POR | FRA | FRA | ESP | ESP | QAT | QAT | Gesamt- punkte |
| Pos. | Konstrukteur | R1  | R2  | R1  | R2  | R1  | R2  | R1  | R2  | R1  | R2  | R1  | R2  | R1  | R2  | R1  | R2  | R1  | R2  | R1  | R2  | R1  | R2  | R1  | R2  | R1  | R2  | Gesamt- punkte |
| ---- | ------------ | --- | --- | --- | --- | --- | --- | --- | --- | --- | --- | --- | --- | --- | --- | --- | --- | --- | --- | --- | --- | --- | --- | --- | --- | --- | --- | -------------- |
| 1    | Kawasaki     | 1   | 1   | 1   | 1   | 1   | 2   | 1   | 1   | 2   | 2   | 1   | 1   | 1   | 2   | 2   | 1   | 2   | 2   | 1   | 1   | 1   | 7   | 1   | 1   | 1   | 1   | 599            |
| 2    | Ducati       | 2   | 2   | 2   | 3   | 2   | 1   | 3   | 3   | 1   | 1   | 4   | 3   | 5   | 1   | 1   | 3   | 1   | 1   | 2   | 3   | 2   | 1   | 2   | 2   | 2   | 2   | 520            |
| 3    | Yamaha       | 4   | 4   | 5   | 4   | 4   | 5   | DNF | 4   | 7   | 6   | 3   | 4   | 2   | 4   | 8   | 9   | 6   | 5   | 5   | 2   | 5   | 2   | 4   | 4   | DNF | 3   | 308            |
| 4    | Aprilia      | 8   | 9   | 13  | 11  | 7   | 8   | 5   | 8   | 11  | 7   | 7   | DNF | 6   | 5   | 9   | 6   | 7   | 7   | 7   | 4   | 6   | 6   | 7   | 9   | 4   | 7   | 218            |
| 5    | BMW          | 7   | 13  | 7   | 5   | 6   | 7   | 13  | 7   | 14  | 8   | 9   | 10  | 4   | 7   | 7   | DNF | 9   | 8   | 6   | 5   | 13  | 8   | 13  | 10  | 7   | 11  | 187            |
| 6    | MV Agusta    | 5   | 8   | 8   | DNF | 11  | 10  | 10  | 6   | 6   | DNF | 6   | 6   | 11  | DNF | 6   | DNF | 5   | 6   | 4   | DNF | 4   | DNF | 12  | 12  | 9   | 9   | 168            |
| 7    | Honda        | 11  | 15  | 9   | 7   | 9   | 12  | 6   | 9   | 10  | 12  | DNF | 11  | NC  | 10  | 11  | 11  | DNF | 13  | 15  | 10  | 8   | 11  | 16  | 17  | 12  | 12  | 112            |
| 8    | Suzuki       |     |     |     |     |     |     |     |     |     |     |     |     |     |     |     |     |     |     |     |     |     |     | DNF | DNF |     |     | 0              |